# Sarcoma de Ewing
Sarcoma de Ewing é um tipo de cancro que se forma no osso ou nos tecidos moles. Os sintomas mais comuns são inflamação e dor no local do tumor, febre e fratura óssea. As regiões onde é mais comum formar-se são as pernas, a bacia e a parede da cavidade torácica. Em cerca de 25% dos casos, no momento em que é diagnosticado o cancro já se espalhou para outras partes do corpo. Entre as possíveis complicações estão um derrame pleural e paraplegia.
Desconhecem-se as causas da doença. A maior parte dos casos aparenta ocorrer de forma aleatória. Muitas vezes o sarcoma de Ewing é agrupado com outros tumores neuroectodérmicos primitivos numa categoria denominada família de Tumores de Ewing. Em muitos casos, o mecanismo subjacente envolve uma alteração genética denominada translocação recíproca. O diagnóstico é feito com uma biópsia aos tecidos do tumor.
Geralmente o tratamento consiste em quimioterapia, radioterapia, cirurgia e transplante de células estaminais. Está a ser estudado o uso de terapia dirigida e imunoterapia. A taxa de sobrevivência a cinco anos é de cerca de 70%. No entanto, esta estimativa é influenciada por uma série de fatores.
A doença é assim denominada em homenagem ao patologista norte-americano James Ewing, que em 1920 determinou que o tumor é um tipo de cancro distinto. Nos Estados Unidos, a doença afeta cerca de uma em cada milhão de pessoas por ano. O sarcoma de Ewing é mais comum entre adolescentes e jovens adultos e corresponde a 2% de todos os cancros pediátricos. A doença é mais comum entre pessoas caucasianas e afeta mais homens do que mulheres.

## Causas
O sarcoma de Ewing é o resultado de uma translocação entre os cromossomos 11 e 22, que fucionam o gene EWS do cromossomo 22 com o gene FLI1 do cromossomo 11.
O EWS/FLI funciona como o regulador principal.
Outras translocações possíveis são em t(21;22) e t(7;22).

## Diagnóstico
Na histologia, o sarcoma de Ewing é conhecido como um tumor de pequenas células redondas e azuis. Geralmente aparece como uma saliência no osso, detectada por meio de biópsias. Se apresentam como dolorosas massas crescentes e o local afetado frequentemente é sensível, quente e edemaciado. Alguns pacientes apresentam achados sistemicos, incluindo febre, elevação da velocidade de hemossedimentação, anemia e leucocitose, que mimetizam uma infeção.
O sarcoma de Ewing é mais comum em homens e geralmente se manifesta na infância ou início da vida adulta, com um pico de ocorrência entre 10 e 20 anos de idade. Pode ocorrer em qualquer região do corpo, mas ocorre mais frequentemente na pelve e nos ossos tubulares longos. As diáfises do fêmur são os locais mais comuns, seguidos pela tíbia e úmero. Trinta por cento são metastáticos na sua apresentação.
É um tumor positivo para o marcador CD99 e negativo para o CD45.

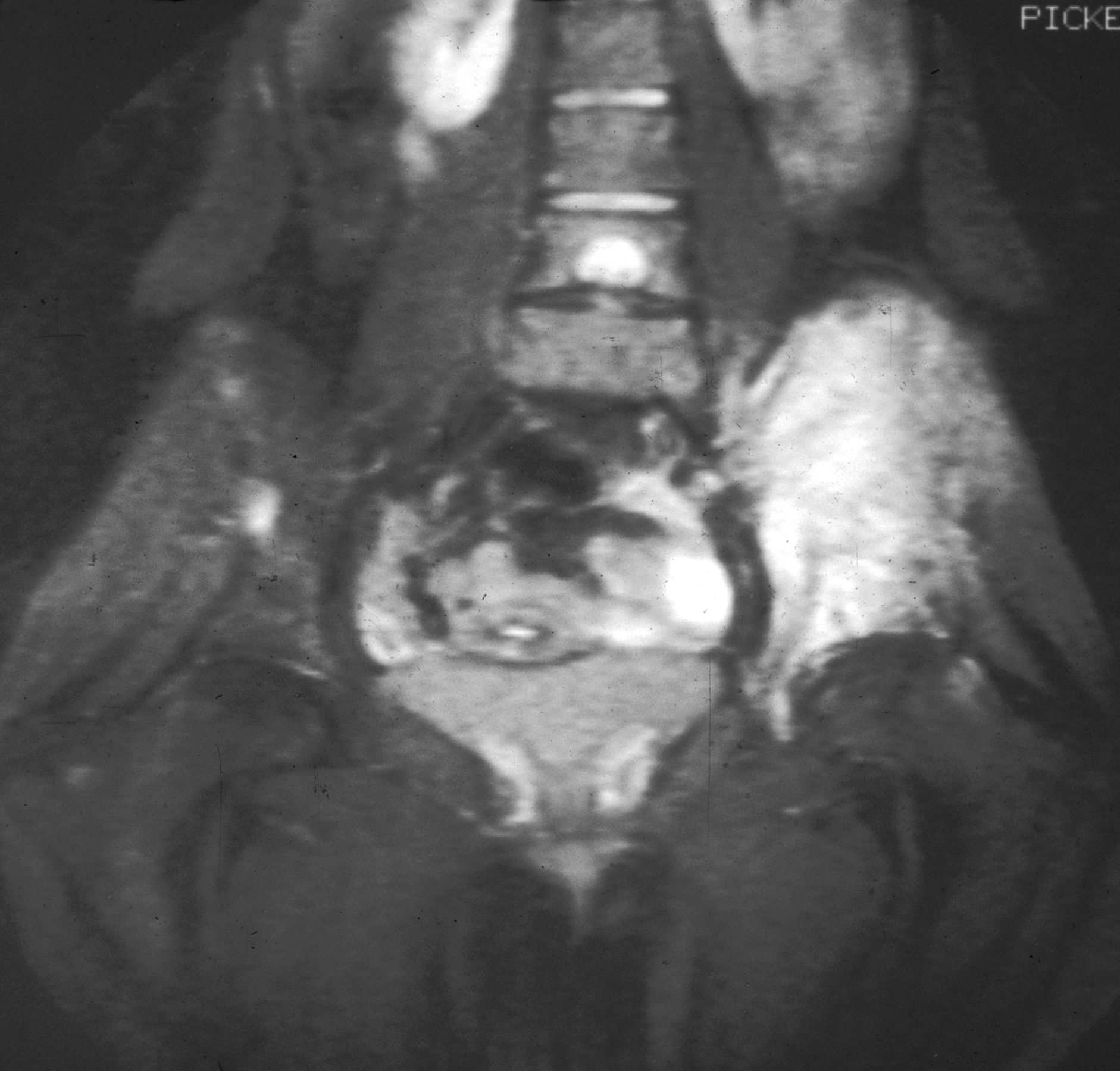
Corte de ressonância magnética mostrando um sarcoma de Ewing no quadril esquerdo (área branca mostrada à direita).

Na radiografia convencional, a apresentação óssea mais comum é uma lesão lítica com zona de transição e com reação do periósteo. A descrição clássica de uma reação do periósteo lamelada ou do tipo "casca de cebola" é frequentemente associada com a lesão. As radiografias acrescentam informações importantes para a avaliação ou pesquisa. A ampla zona de transição é a característica mais útil na radiografia para a diferenciação entre lesões líticas agressivas e lesões líticas benignas.
A ressonância magnética deve ser usada rotineiramente para avaliação dos tumores malignos. Ela irá mostrar a extensão no osso e tecido mole e relacionar o tumor a outras estruturas anatômicas próximas (como vasos, por exemplo). O contraste com gadolínio não é necessário já que ele não fornece informações adicionais em comparação com estudos não contrastados. No entanto, alguns estudos atuais sugerem que uma ressonância magnética com contraste pode ajudar a determinar a quantidade de necrose no interior do tumor, ajudando a determinar a resposta ao tratamento antes da cirurgia.
A tomografia computadorizada também pode ser usada para definir a extensão extra-óssea do tumor, especialmente no crânio, coluna vertebral, costelas e pelve. Tanto a tomografia computadorizada quando a ressonância magnética podem ser usados para acompanhar a resposta à radiação e/ou à quimioterapia.
A cintilografia óssea também pode ser usada para avaliar a resposta tumoral após a terapia.

## Tratamento
O tratamento, em todas as circunstâncias, consiste em quimioterapia, geralmente incluindo drogas como a ifosfamida e a doxorrubicina, a fim de evitar o risco de desenvolvimento do tumor por metástase. Caso seja possível detectar a localização do tumor, é realizada uma cirurgia. No caso de não haver necrose total das células, geralmente inclui-se também a radioterapia.

## Prognóstico
A sobrevivência depois desse tipo de câncer sem reincidência varia entre 65% a 70% dos casos. Para os pacientes que apresentam metástase, o grau de sobrevivência é entre 25% a 30%.

## História
O tumor recebe o nome em homenagem a James Ewing (1866-1943), patologista norte-americano, primeira pessoa a descrever o tumor, estabelecendo que a doença era separada do linfoma e outras causas de câncer conhecidas naquela época.